# 東勝寺合戰
東勝寺合戰（東勝寺合戦）是日本鎌倉時代末期的元弘3年（1333年），後醍醐天皇方和鎌倉幕府方在相模國鎌倉（現・鎌倉市）的戰鬥，此戰是後醍醐天皇發動的倒幕運動（元弘之亂）的最後一戰，導致鎌倉幕府滅亡。東勝寺是北條氏的菩提寺。

## 經過

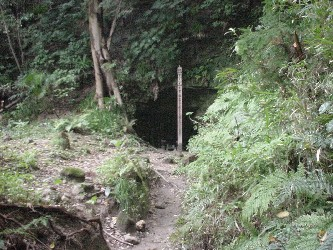
腹切櫓

在各地敗走的鎌倉方封鎖鎌倉的七切通固守，新田方從小袋坂、化粧坂、極樂寺坂的三方攻撃。山側的小袋坂由執權・赤橋守時防守新田方堀口貞滿的進攻、中央的化粧坂由金澤貞將對新田義貞、脇屋義助率領的主力。面對七里濱海側的極樂寺坂由大佛貞直防守大館宗氏的進攻。但是，在戰況膠着，大館宗氏戰死的情況下，義貞放棄從切通突破，改為經稻村崎的海岸線進攻鎌倉。義貞利用退潮，如同從背後進入鎌倉市街和切通，大佛貞直、大佛宣政、金澤貞將和當時的執權赤橋守時（北条守時）等人戰死，北條高時等人退到东胜寺，與族黨千人放火自盡。

## 關連項目
- 寶戒寺